# Christophe-Ambroise Sanguinet
Christophe-Ambroise Sanguinet, né le 21 décembre 1799 à Varennes (Bas-Canada) et mort le 18 janvier 1839 à Montréal (Bas-Canada), fut un cultivateur ainsi qu'un partisan patriote du Bas-Canada. Suite aux événements de la Rébellion des Patriotes, il est l'un des Patriotes exécutés le 18 janvier 1839, aux côtés de son frère Charles Sanguinet. La circonscription québécoise de Sanguinet est nommé en l'honneur de Christophe-Ambroise Sanguinet et de son frère Charles.

## Biographie
Christophe-Ambroise Sanguinet est le fils d’Ambroise Sanguinet de Lasalle, seigneur de Lasalle, et de Julie Lemoyne de Martigny, et le frère de Charles Sanguinet. Il épousa Marie Hamel à Saint-Philippe-de-Laprairie le 23 novembre 1824. Ils eurent cinq enfants. Le dernier, Edmond-Fidèle, naquit le 24 avril 1839, après la pendaison de son père.
Il appuya en 1834 la candidature du notaire Joseph-Narcisse Cardinal à l’élection de Districts électoraux du Bas-Canada. Il faisait partie, le 3 novembre 1838, d’un groupe de patriotes qui, en voulant désarmer le loyaliste David Vitty dans sa maison à Saint-Constant, s’engagèrent dans une fusillade avec les loyalistes. Il en résultat la mort du loyaliste Aaron Walker. Le 11 décembre 1838, il fut emprisonné. Il fut ensuite condamné à mort par pendaison après un procès en Cour martiale.
Il fut pendu le 18 janvier 1839 à la prison du Pied-du-Courant, le même jour que son frère Charles. Le 3 juin 1840 furent vendues ses terres pour crime de haute trahison. Sa veuve s’établit pendant un certain temps à Saint-Édouard avec sa belle-sœur, Catherine, veuve de son beau-frère Charles Sanguinet.

## Lettre à ses enfants
Avant d’être exécuté, il écrivit cette lettre à ses enfants:

« Mes chers enfants, je vous recommande que, si votre chère et tendre mère venait à contracter un second mariage, de respecter celui qu’elle prendra pour mari et de l’appeler votre père si vous pouvez, ou monsieur dans le cas ou cela arriverait, si par contre il vous était brutal ou qu’il fut débauché pour gaspiller votre argent, soit qu’il vint à s’enrichir à même.
En ce cas là, vous emploierez quelque personne sage et de connaissance pour lui faire rendre compte de vos argents, soit à l’amiable ou par voie de justice; et dans le cas ou il vous battrait ou vous maltraitrait en vous faisant travailler plus que vos forces le permettraient ou qu’il vous menacerait de le dire si vous étiez maltraités alors les plus petits ou les plus grands se plaindront à mon oncle s’il est vivant ou à d’autres personnes respectables qui prendront vos intérêts et ils aviseront entre eux s’il est nécessaire de vous placer ailleurs et de le poursuivre soit en dommage ou au criminel.
Mes chers enfants je ne veux pas que vous soyez maltraités par personne; plaignez-vous si vous l’êtes, ne craignez rien, vous n’en serez que mieux, car si vous laissez prendre un pied sur vous vous en serez toujours mal. »

— Christophe-Ambroise Sanguinet

## Référence
1. 1 2 3 4 5 6 7  Alain Messier, Dictionnaire encyclopédique et historique des patriotes, 1837-1838, Montréal, Guérin, 2002, 497 p. (lire en ligne)
2. ↑  David Penven, « La nouvelle circonscription Sanguinet est née », Le Reflet,‎ 28 septembre 2011 (lire en ligne)